# Entra en mi vida (canción)
«Entra en mi vida» es una canción y el sencillo debut de la agrupación mexicana-argentina Sin Bandera de su álbum debut de estudio del mismo nombre (2002). Esta canción fue una de sus primeros y de las más exitosas del álbum que tuvo el grupo en sus inicios.
También ha estado dentro de los discos de grandes éxitos de ellos y en vivo de todas sus presentaciones.

## Lista de canciones

### CD - Promo[7]
| Entra en mi vida/Kilómetros — Single |                    |          |  |
| N.º                                  | Título             | Duración |  |
| 1.                                   | «Entra en mi vida» | 4:09     |  |
| 2.                                   | «Kilómetros»       | 3:41     |  |

## Posiciones en las listas (2002)
| Listas (2004)                              | Posición |
| ------------------------------------------ | -------- |
| Estados Unidos Billboard Hot Latin Tracks  | 3        |
| Estados Unidos Billboard Latin Pop Airplay | 4        |
| México Top 100 Pop                         | 1        |